# ドゥームズデイ・ブック

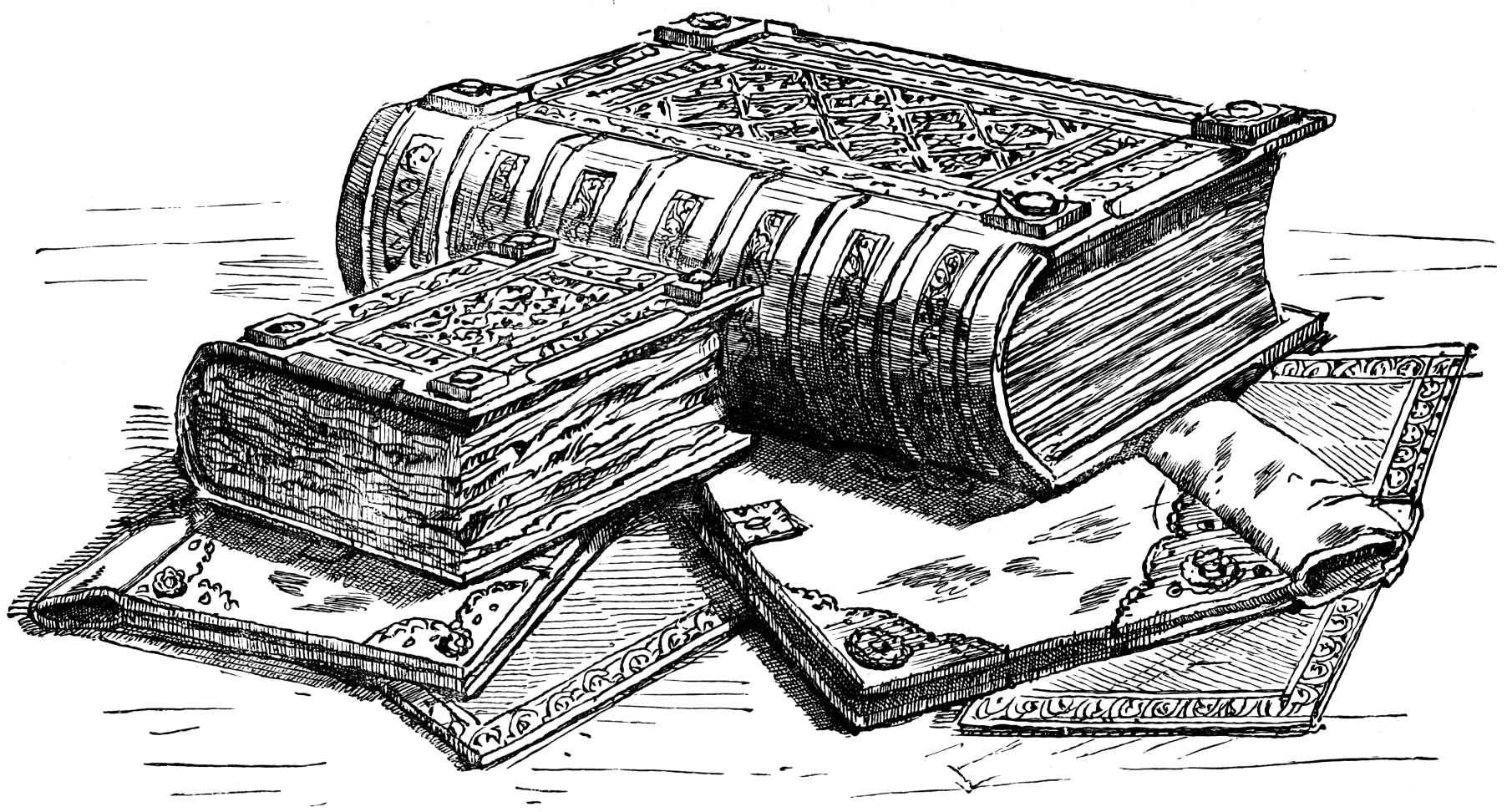
ドゥームズデイ・ブック

ドゥームズデイ・ブック（Domesday Book）は、イングランド王国を征服したウィリアム1世が行った検地の結果を記録した世界初の土地台帳の通称である。1085年に最初の台帳が作られた。
本来、ドゥームズデイ（Doomsday）とは、キリスト教における「最後の審判」のことで、全ての人々の行いを明らかにし罪を決定することから、12世紀ごろからこの台帳をドゥームズデイ・ブックと呼ぶようになった。つづりが変わっているのは、dome が「家」を意味するからであろう。
内容は単に土地の台帳だけでなく、家畜や財産など細かく調査し、課税の基本としたもので当時としては画期的だった。現在でもイギリス政府の下で管理されており、当時を知る上で貴重な資料となっている。

## 経緯
1085年、ノルマン朝のウィリアム1世の命令でイングランド全土とウェールズの一部に検査官が派遣され、大規模な検地がおこなわれた。集められた情報は編纂され、羊皮紙に中世ラテン語で書かれた大小2冊の本としてまとめられた。各地域の地所や荘園など、13418箇所が記載されている。
リトル・ドゥームズデイ・ブックは、本のサイズは約28×20センチメートルで、475ページあり、イングランド東部の3州（エセックス、ノーフォーク、サフォーク）について記載されている。もう一冊の本よりも情報が詳しく、草稿であると考えられており、少なくとも6人の書記が制作に携わったとされる。
グレート・ドゥームズデイ・ブックは、本のサイズは約38×28センチメートルで、413ページあり、未完ではあるが、ノーサンバーランドやダラムなどを除くほとんどの州の情報が記載されている。
ウィリアム征服王がこの調査をおこなわせた理由は不明だが、当時の国防のための資金であるデーンゲルドの徴収のための調査であるとか、1086年がウィリアムが最後のアングロサクソン人イングランド王のハロルド・ゴドウィンソンを破ってから20年という記念の年であり、王の土地と財産も記録することで、自らの正統性を主張するためにおこなった可能性もあるとしている。
ヨーロッパでは19世紀までこの規模を超える検地はおこなわれず、この貴重な資料はロンドンのキューにある国立公文書館に保管されている。

## 活用
1984年から1986年には、本書の出版から900年を記念し英国放送協会が中心となってレーザーディスクを用いた教育用プログラム「ドゥームズデイ・プロジェクト」（BBC Domesday Project）を開発。イギリス全域の地図を中心とした「コミュニティ・ディスク」と1981年の国勢調査のデータを中心とした「ナショナル・ディスク」の2枚のLDで構成され、フィリップスのプレイヤーで読み取りエイコーン・コンピュータ製のデスクトップコンピューターでデータの検索や出力を行う運用とした。

## 関連文献
- "Phillimore series", published by Phillimore & Co. Ltd., of Shopwyke Hall, Chichester, Sussex; one pair of volumes or "parts" for each county (Part 1: Latin text and translation; Part 2: notes). Example: Thorn, C. et al. (eds.) (1979) Cornwall. Chichester: Phillimore.
- Bates, David (1985). A Bibliography of Domesday Book. Woodbridge: Boydell. ISBN 0-85115-433-6
- Bridbury, A. R. (1990). “Domesday Book: a re-interpretation”. English Historical Review 105:  284–309. doi:10.1093/ehr/cv.ccccxv.284.
- Darby, Henry C. (2003). The Domesday Geography of Eastern England. Domesday Geography of England. 1 (revised 3rd ed.). Cambridge: Cambridge University Press. ISBN 0521893968
- The Domesday Geography of Midland England. Domesday Geography of England. 2 (2nd ed.). Cambridge: Cambridge University Press. (1971). ISBN 0521080789
- The Domesday Geography of South-East England. Domesday Geography of England. 3. Cambridge: Cambridge University Press. (1961). ISBN 0521047706
- The Domesday Geography of Northern England. Domesday Geography of England. 4 (corrected ed.). Cambridge: Cambridge University Press. (1977). ISBN 0521047730
- The Domesday Geography of South West England. Domesday Geography of England. 5 (corrected ed.). Cambridge: Cambridge University Press. (1979). ISBN 0521047714
- Finn, R. Welldon (1973). Domesday Book: a guide. London: Phillimore. ISBN 0-85033-101-3
- Snooks, Graeme D.; McDonald, John (1986). Domesday Economy: a new approach to Anglo-Norman history. Oxford: Clarendon Press. ISBN 0-19-828524-8
- Hamshere, J. D. (1987). “Regressing Domesday Book: tax assessments of Domesday England”. Economic History Review. n.s. 40:  247–51. doi:10.2307/2596690.
- Leaver, R. A. (1988). “Five hides in ten counties: a contribution to the Domesday regression debate”. Economic History Review. n.s. 41:  525–42. doi:10.2307/2596600.
- McDonald, John; Snooks, G. D. (1985). “Were the tax assessments of Domesday England artificial?: the case of Essex”. Economic History Review. n.s. 38:  352–72. doi:10.2307/2596992.
- Sawyer, Peter, ed (1985). Domesday Book: a reassessment. London: Edward Arnold. ISBN 0713164409